# Hurdland
Hurdland – miasto w Stanach Zjednoczonych, w stanie Missouri, w hrabstwie Knox.